# 許倩芸
許倩芸（1976年2月9日—）台灣藝人，2歲移民巴西，直至7歲回台灣唸小學，沒有唸過幼稚園，國小1~3年級就讀台北雙蓮國小。3年級下學期轉學至永和網溪國小，國中、高中皆就讀女校福和女中。大學畢業後第一份工作直接簽約百是傳播企業有限公司(黃義雄)，擔任主持人。07年與愛情長跑8年的製作人何志宏結婚。目前凭着之前九年看过上千个空间的经验，在2016年开始主持《大梦想家》的节目，主要是将好的家室设计带给对室内装潢有需求的观众。

## 曾主持的節目
- 公視《台灣生活通》
- 中視《世界非常奇妙》外景主持人
- 三立都會台《流行Cool報》
- 東森幼幼台《魔法e電園》
- 中天娛樂台《好運萬事通 公益彩券開獎現場直播》每星期二及星期四主持人
- 中視，東森電視台，超視《幸福空間》
- 中廣《幸福空間廣播版》

## 著作
- 2005年，《要你漂亮！醜小鴨變公主改造計劃》，沃爾文化，ISBN　9861275177
- 2016年，《大梦想家》

## 廣告
- 金莎巧克力
- 荷蘭銀行信用卡

## 外部連結
- 許倩芸的Facebook專頁